# Feuermaschine der Saline Königsborn
Die Feuermaschine der Saline Königsborn war eine 1799 errichtete und bis 1932 betriebene Dampfmaschine nach wattscher Funktionsweise. Sie wurde zunächst zur Soleförderung genutzt und pumpte später die Sole auf nahestehende Gradierwerke. Bis zu ihrem Abriss 1964 stand die Feuermaschine in der heutigen Unnaer Bauerschaft Vaersthausen, die zur Gemeinde Afferde gehörte. Sie gilt als die älteste Dampfmaschine in Westdeutschland.

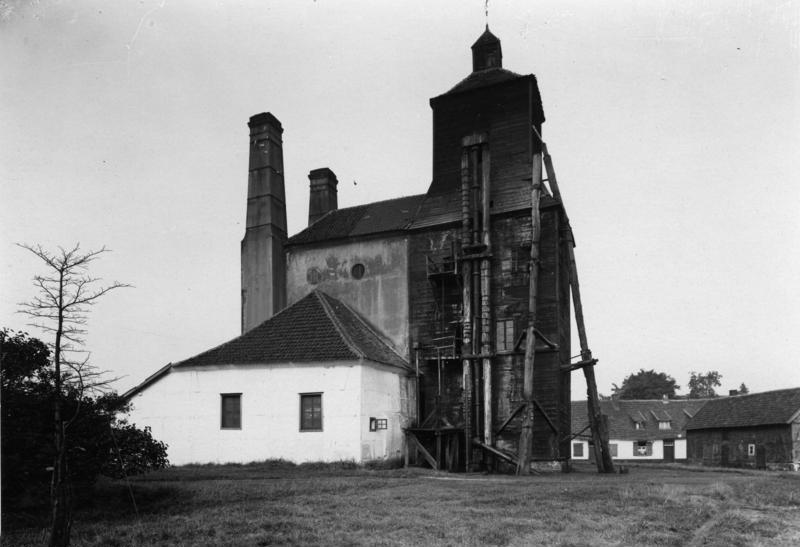
Die Feuermaschine (1930)

## Bau der Feuermaschine

### Die Saline Königsborn zu Ende des 18. Jahrhunderts

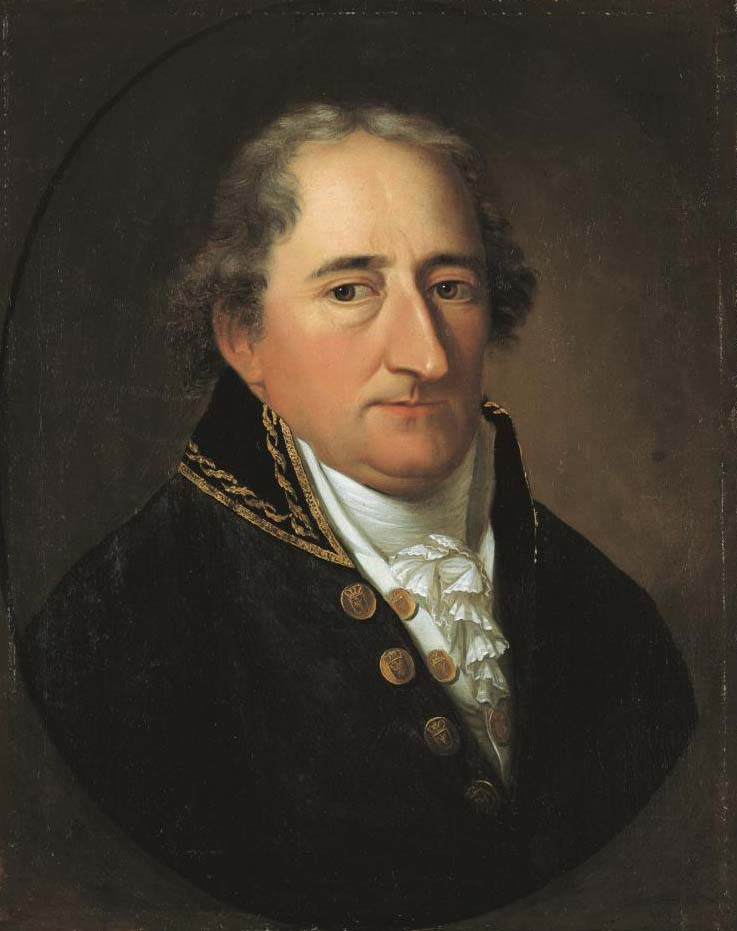
Freiherr Karl vom und zum Stein

Bereits seit dem 14. Jahrhundert ist die professionelle Salzgewinnung nördlich der Stadt Unna belegt. Zu Beginn des 17. Jahrhunderts wurde das erste Gradierwerk errichtet. Über mehrere Generationen durch unabhängige Sälzer betrieben, begann mit Bohrungen des preußischen Königreichs und der Errichtung des Solebrunnens Königsborn (des Königs Brunnen) 1734 die Zeit der staatlichen Saline Königsborn. Sie wurde wechselweise staatlich-fiskalisch und privatwirtschaftlich betrieben. Nach erneuter Übernahme als staatlich-fiskalischer Betrieb 1773 gelang es der Saline zunächst nicht, ihr Produktionssoll zu erreichen, weswegen zahlreiche neue Bohrungen nach Solequellen angestellt und neue Siedepfannen in Gang gesetzt wurden. Insbesondere das Bestreben des Freiherrn vom Stein, modernste Technik einzusetzen, führte schließlich zur Entscheidung, auf dem 1797 neu geteuften Brunnen in der Bauerschaft Vaersthausen eine Dampfmaschine zu errichten.

### Bau der Dampfmaschine
Die erste Anregung, an der Saline Königsborn eine Dampfmaschine zu errichten, kam vom preußischen König Friedrich dem Großen. In einem Brief vom 26. Februar 1782 schrieb er der märkischen Kriegs- und Domänenkammer zu Hamm, die die Saline leitete: „Wobey Ihr zu überlegen habt, ob dorten die Anlage einer Feuer-Maschine bey dem dasigen wohlfeinen Kohlen-Preise nicht vorzüglicher sey“. Bis zum Bau der neuen Maschine vergingen jedoch noch einige Jahre. In einem Schreiben empfahl 1791 Freiherr vom Stein, Leiter der westfälischen Bergämter, dem damaligen Leiter des schlesischen Oberbergamtes, Friedrich Wilhelm Graf von Reden, schließlich den Bau einer Dampfmaschine in Königsborn. Sowohl Graf von Reden als auch Freiherr vom Stein hatten einige Jahre zuvor bereits England besucht, um dort die Funktionsweise von Dampfmaschinen kennen zu lernen.
Auf Vorschlag des preußischen Oberbergrats Carl Friedrich Bückling, der schon am Bau der ersten wattschen Dampfmaschine 1785 bei Hettstedt beteiligt war, entschied man sich ebenfalls für eine Maschine nach Vorbild von Boulton & Watt. Aufgrund von Ausfuhrsperren war es allerdings nicht möglich, eine Maschine aus England zu importieren. Lediglich der 12.000 Pfund schwere Zylinder wurde direkt aus England (Birmingham) bezogen. Die übrigen Bauteile wurden entweder in der Umgebung gegossen und an Ort und Stelle auf der Saline Königsborn ausgeschmiedet oder in den preußischen Besitzungen in Schlesien und Mansfeld gefertigt und über den Rhein und die Lippe nach Unna verschifft. Für den letzten Transportabschnitt auf dem Landweg wurden 24 Pferde eingesetzt. Insgesamt kostete der Bau etwa 30.000 preußische Reichstaler.

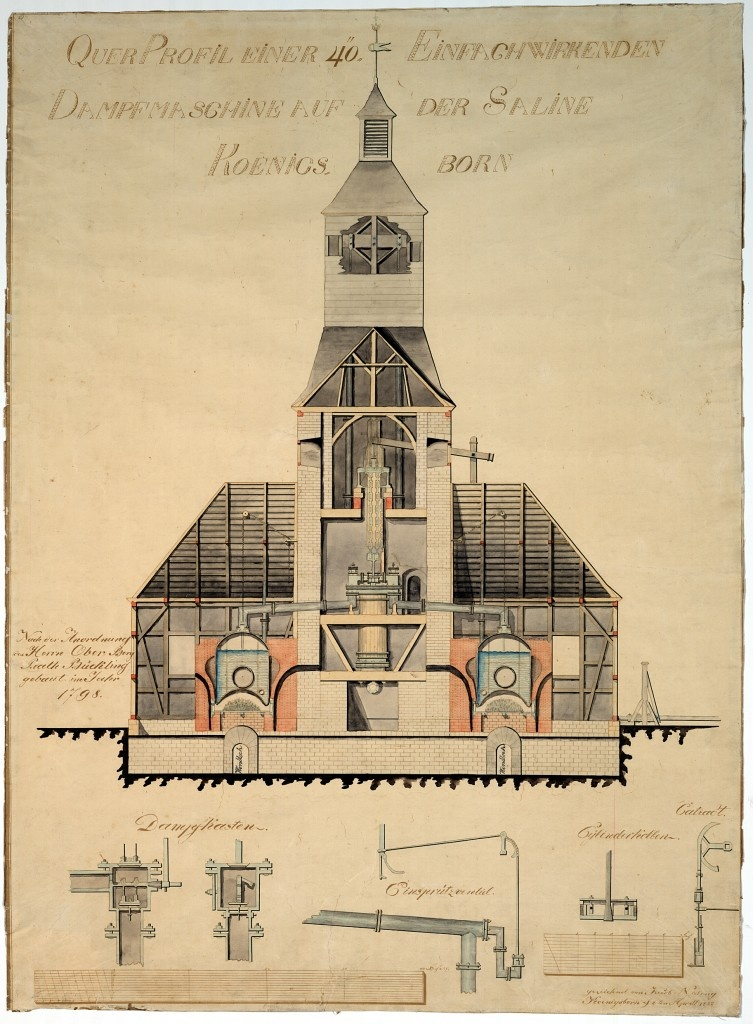
Querprofil und Details der 1799 in Betrieb genommenen Feuermaschine

1797 begann der Bau der Dampfmaschine unter der Leitung des Oberbergrats Bückling durch einen Herrn Wagner auf einem neu abgeteuften Brunnen in der Afferder Bauerschaft Vaersthausen, dem späteren Hauptbrunnen der Saline. Zwei Jahre später, am 30. August 1799, wurde sie durch den Oberbergrat in Betrieb genommen und ersetzte die Soleförderung mithilfe von Göpeln.
Die Inbetriebnahme der Dampfmaschine führte zu überregionaler Aufmerksamkeit und lockte in ihren ersten Jahren zahlreiche Besucher und Bewunderer an. Mehrere Reiseberichte gaben Beschreibungen der Maschine und ihrer Funktionsweise und schrieben von gottesfürchtiger Bewunderung.
Das hohe, freistehende Maschinengebäude aus Bruchsteinen entwickelte sich schnell zu einem Wahrzeichen für die Saline. Das in klassizistischem Stil streng symmetrisch aufgebaute Gebäude wurde vor allem durch zwei hohe Schornsteine und einen hölzernen Turm in seiner Mitte für das Pumpengestänge häufig mit einem Sakralbau verglichen. 1867 wurden die Schornsteine beim Umbau der Maschine mit Ziegelsteinen weiter erhöht.
Auch wenn die erste Dampfmaschine in den preußischen Westprovinzen nicht im Steinkohlenbergbau eingesetzt wurde, hatte sie dennoch auf den Bergbau in Unna wesentlichen Einfluss, da im November 1801 in unmittelbarer Nähe der Feuermaschine bei Probebohrungen ein Steinkohleflöz in 150 Metern Tiefe entdeckt wurde. Dieser Fund war die Grundlage für die spätere Zeche Königsborn.

### Inbetriebnahme
Bei ihrer Inbetriebnahme wurde die Feuermaschine als einfach wirkende Niederdruck-Dampfmaschine verwendet, bei der der Dampf nur zum Füllen des Zylinders verwendet wurde, während ein Gegengewicht an einem 9 m langen Balancier den Kolben hochzog. Der Luftdruck bewegte den Kolben wieder nach unten, wenn der Dampf kondensierte. Die Maschine mit zwei Dampfkesseln, von denen einer nur bei Wartungsarbeiten in Betrieb genommen wurde, hatte Ausmaße von 9 Fuß Breite, 6 Fuß Höhe und 20 Fuß Tiefe. Der darin erzeugte Dampf wurde über Röhren in einen Zylinder mit einem Durchmesser von 40 Zoll (ca. 1,04 m) und einem Hub von 87 Zoll (ca. 2,26 m) geleitet.
| Berufsbezeichnung                   | 1801          | 1816     |
| ----------------------------------- | ------------- | -------- |
| Maschinensteiger (Maschinenmeister) | Speer         | Speer    |
| Maschinenwärter                     | Schaper       | Schaper  |
| Maschinenwärter                     | Benelt        | Benelt   |
| Maschinenwärter                     | Kreye         | Kreye    |
| Maschinenwärter                     | Stöhr         | Drücke   |
| Kesselschmied                       | nicht genannt | Sehnert  |
| Schmiedegeselle                     | nicht genannt | Rüth     |
| Schmiedegeselle                     | nicht genannt | Clarfeld |

Bei einer Leistung von 21,2 Pferdestärken hob sie die Sole aus dem 50 Meter tiefen Hauptbrunnen und beförderte sie auf die Gradierwerke in einer Höhe von 15 Metern. Um ihr Auskühlen zu verhindern, wurde der Zylinder mit Kuhfellen und Brettern bedeckt. Der Betrieb der Maschine ersetzte die Arbeit von 137 Pferden, benötigte dafür jedoch täglich 39,44 Scheffel Kohle und kostete jährlich etwa 6000 Taler an Unterhalt. Das noch warme Wasser wurde in betriebseigenen Duschräumen weiterverwendet und konnte an Wochenenden auch von den unmittelbaren Nachbarn genutzt werden.
Für die Wartung und den Betrieb der Feuermaschine wurden mehrere Mitarbeiter beschäftigt. 1801 werden insgesamt fünf Personen genannt. 1816 waren stets ein Maschinenmeister, ein Kesselschmied, ein Schmiedegeselle sowie nach Bedarf ein bis zwei Vorschläger mit dem Betrieb beschäftigt.

## Modernisierung und Stilllegung

### Modernisierung

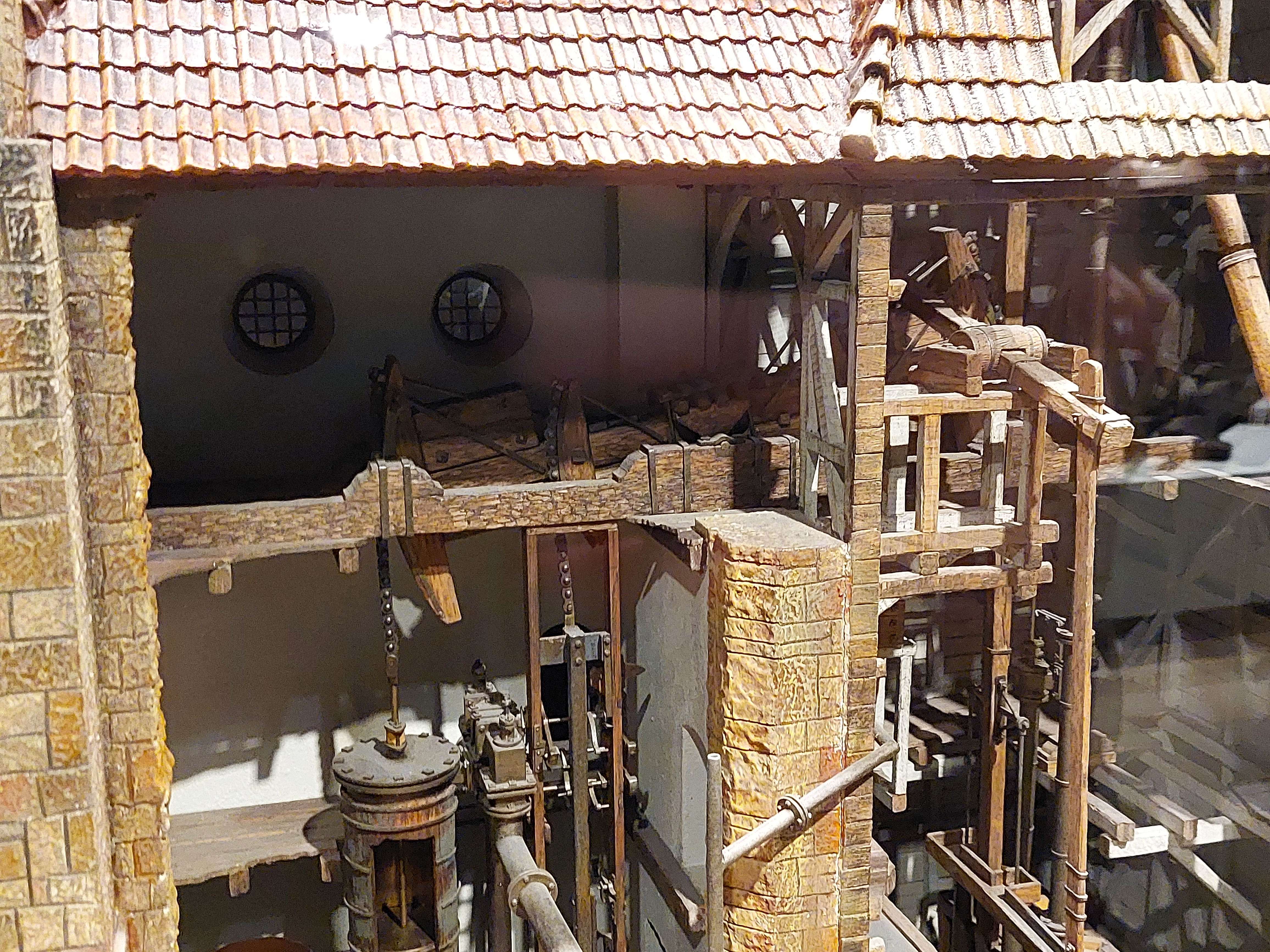
Ursprünglicher Dampfzylinder und hölzerner Balancier von 1799 nach dem Modell aus dem Deutschen Bergbau-Museum Bochum

Bereits bei ihrer Inbetriebnahme 1799 war die Maschine gegenüber den englischen Modellen technisch veraltet. Dennoch reichte ihre Leistung mehrere Jahrzehnte für den Betrieb aus. Bis zu ihrem Umbau 1866/67 arbeitete sie in ihrer ursprünglichen Konstruktion. Anschließend wurde sie grundlegend umgebaut und modernisiert. Der große hölzerne Balancier wurde durch einen eisernen ersetzt und die Steuerung gegen ein neues doppeltwirkendes System ausgetauscht. Der neue Zylinder hatte einen Durchmesser von 1250 mm und einen Kolbenhub von 1750 mm. Diese neuen Maschinenteile wurden an der Friedrich Wilhelms-Hütte in Mülheim an der Ruhr gebaut.
Bei einem Dampfdruck von einer halben Atmosphäre und 2 1⁄2 bis 3 1⁄2 Umdrehungen pro Minute erreichte die neue Mechanik mit einer Tauchkolbenpumpe eine Leistung von etwa 600 Pferdestärken statt der vorherigen 21,2. Nach dem Versiegen der Königsborner Solequellen hob die Feuermaschine ab 1881 Sole, die aus neuen Solequellen in Werries bei Hamm herangeleitet wurde, auf die Gradierwerke.

### Stilllegung
Bis zum Ende der 1930er Jahre wurde die Salzproduktion mit Sole auf der Saline Königsborn betrieben. Nach dem Versiegen der Königsborner Solequellen und vor allem der bergmännischen Salzgewinnung wurde es schwieriger, die Produktion profitabel zu halten. Da die Maschine selbst inzwischen unwirtschaftlich arbeitete und die Steuerung veraltet und selbst für Fachleute undurchsichtig war, wurde bereits 1921 in Erwägung gezogen, sie zu ersetzen; sie wurde aber weiter betrieben. Insgesamt arbeitete die Feuermaschine in Königsborn 133 Jahre lang, bis alle in der Saline Königsborn betriebenen Dampfmaschinen 1932 stillgelegt und durch elektrische Kreiselpumpen ersetzt wurden.
Endgültig stillgelegt wurde die Feuermaschine am 7. Juni 1932 um 17:25 Uhr. Den Eingang zierte nun ein Kranz mit dem Spruch „Hier stehe ich als Altertum zu schauen, als Vorbild treuer Arbeit für die spätere Welt!“
Die drei letzten Maschinisten widmeten der Maschine zum Abschiedsgruß ein kleines Gedicht:
Nun bettet man zur ew’gen Ruh

die gute alte Tante,

die 133 Jahr’ stets treue Dienste tat,

die viele Generationen kannte

und bis zum heut’gen Tage nicht geruhet hat.

…

Nun hoffen wir bei dieser Dampfmaschine,

die jetzt beendet ihren Lauf,

daß neues Leben blüht aus der Ruine.

In diesem Sinne wünschen wir ein fröhliches Glückauf!

## Verfall und Abriss
Nach der Stilllegung der Feuermaschine 1932 wurden Gebäude und Maschine dem Verfall preisgegeben. Insbesondere die Korrosion durch die Salzablagerungen machte der Maschine zu schaffen. Die Klöckner-Werke AG, welche die Zeche Königsborn betrieb und in deren Besitz die Feuermaschine nach Ende des Salinenbetriebs fiel, war vor allem kriegsbedingt nicht in der Lage, für den Erhalt der Maschine, die inzwischen Denkmalschutz genoss, Sorge zu tragen.
Bereits 1936 erhielt die Maschine auf Anregung des Landeskonservators eine Schadensausbesserung, die etwa eintausend Mark kostete. Im Jahre 1942 konnte die „seit nunmehr zehn Jahren stillgelegte Saline Königsborn bei Unna […] den Ruhm für sich in Anspruch nehmen, die älteste noch erhaltene Dampfmaschine Deutschlands aufzuweisen“. Bei Restaurationsbemühungen für die Saline Königsborn 1943 wurde festgestellt, dass höchste Eile geboten sei, wenn man das Denkmal erhalten wolle. Ihr wurde die höchste Priorität gegeben. Die Bemühungen scheiterten dennoch, da die notwendigen Materialien infolge des Krieges nicht vorhanden waren.
Am 13. April 1947, kurz nach Ostern, brach schließlich der hölzerne Turm des Maschinenhauses zusammen und legte den Balancier und das Pumpengestänge nach außen frei, wodurch sich das Bild einer Ruine ergab. Lediglich in einem der beiden Kesselräume zog 1948 ein Kunstschmied mit seiner Werkstatt ein und sorgte dafür, dass das Gebäude nicht durch die Bevölkerung geplündert wurde. 1950 schenkte die Klöckner-Werke AG die Ruine an die Stadt Unna, die aufgrund des weiter anhaltenden Verfalls letztlich den Abriss des unter Denkmalschutz stehenden Gebäudes beschloss. Am 18. Juli 1964 wurde die Feuermaschine abgebrochen. Das Grundstück wurde später mit Wohngebäuden bebaut.

## Gedenken und Erinnerung

### Modell im Bergbau-Museum

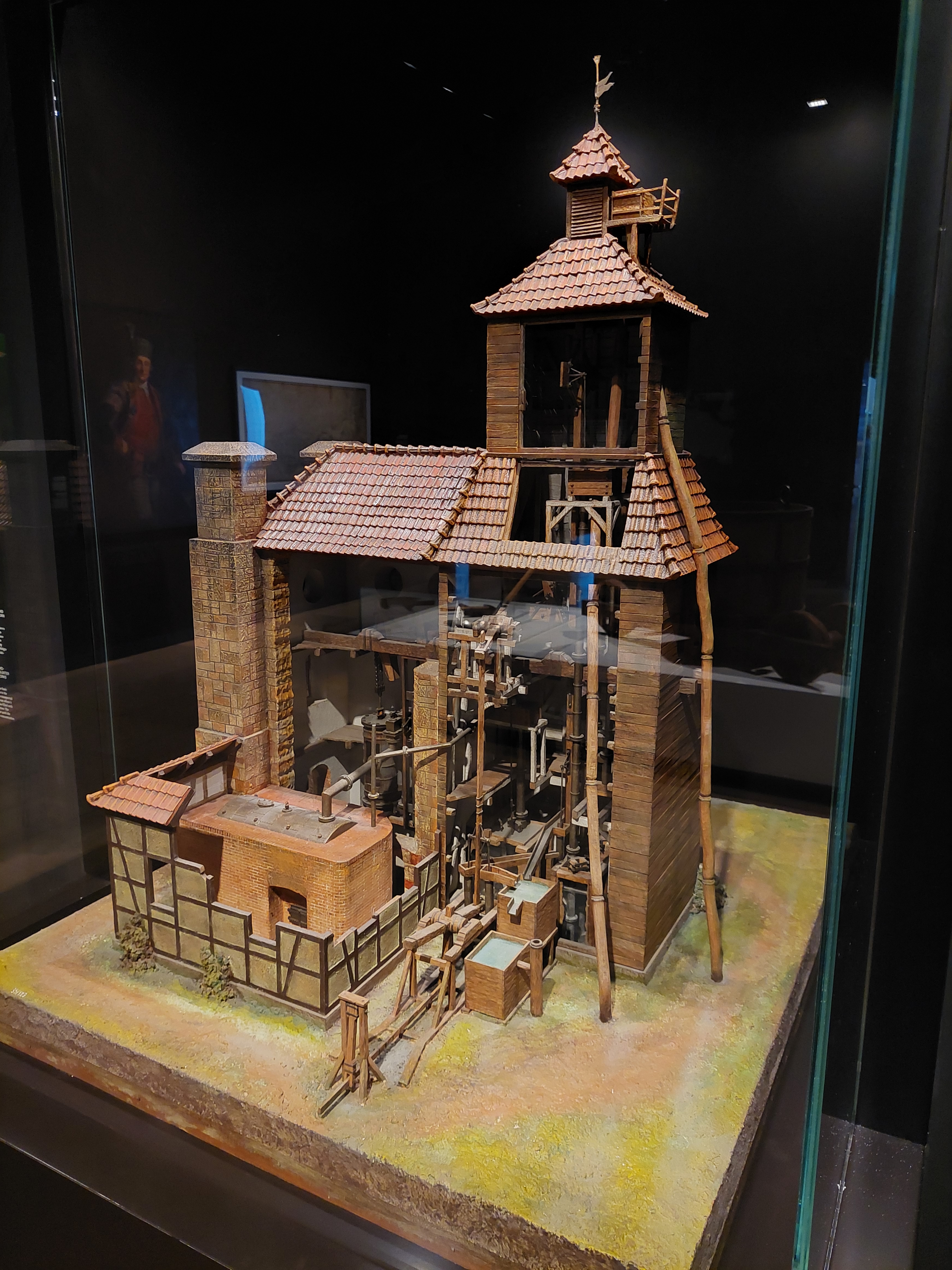
Modell der Feuermaschine der Saline Königsborn im Deutschen Bergbau-Museum Bochum

Schon vor der Stilllegung wurde darüber diskutiert, was danach mit der Maschine geschehen sollte. Das Deutsche Museum von Meisterwerken der Naturwissenschaft und Technik in München äußerte zum Beispiel den Wunsch, die Maschine nach München zu bringen. Die Verantwortlichen der Saline Königsborn widersprachen allerdings diesen Bemühungen. Sie waren der Auffassung, dass das Gebäude an seinem Ort zwischen den Gradierwerken erhalten bleiben müsse. Der Dortmunder Steiger Wilhelm Middelmann brachte stattdessen die Idee ein, die Maschine in das im Aufbau befindliche Bergbaumuseum in Bochum zu bringen; allerdings waren die Kosten für den Transport und die weitere Unterhaltung zu hoch.
Mit anhaltendem Verfall der Maschine und den Schwierigkeiten der Restauration wurde bei einer Besichtigung der technischen Kulturdenkmäler der Saline Königsborn im November 1943, an der unter anderen der Provinzialkonservator Wilhelm Rave teilnahm, empfohlen, die Maschine in Form eines Modells im Maßstab 1 : 10 zu erhalten. Auch wenn es dazu nicht kam, einigte sich das Deutsche Bergbau-Museum in Bochum mit der Klöckner-Werke AG, in deren Besitz die Feuermaschine war, 1948 darauf, dass das Museum ein Modell der ursprünglichen Konstruktion von 1799 anfertigte. Das Modell im Maßstab 1 : 25 gelangte schließlich 1949 in das Bergbau-Museum. Im selben Jahr wurde es anlässlich des 150-jährigen Jubiläums leihweise auch in Unna ausgestellt. Ein Jahr später stellte es Teile der Maschine dem Bergbau-Museum zur Verfügung. Sowohl die Feuermaschine als auch Teile der ehemaligen Maschine sind bis heute Teil der Ausstellung.

### Erinnerungen in Afferde
Die Feuermaschine in der Afferder Bauerschaft Vaersthausen war bis zu ihrem Abriss 1964 ein prägendes Bild in der Landschaft und Wahrzeichen der Saline Königsborn. Aus diesem Grund wurde am 31. Oktober 1938 das stillgelegte, aber noch völlig erhaltene Gebäude in das neu geschaffene Wappen der Gemeinde Afferde aufgenommen. Das durch den Oberpräsidenten der Provinz Westfalen verliehene Wappen zeigte „in goldenem Schilde über dreireihig rot-silbern geschachtem Schildfuß eine Abbildung des Maschinenhauses der Saline Königsborn in natürlichen Farben“. Der geschachte Schildfuß wies auf die ehemalige Grafschaft Mark hin. Durch die kommunale Gebietsreform, bei der Afferde am 1. Januar 1968 in die Stadt Unna eingemeindet wurde, verlor das Wappen seinen offiziellen Charakter.
An der Stelle der ehemaligen Feuermaschine ist eine neue Siedlung gebaut worden. Lediglich die Straßenbezeichnung „An der Feuermaschine“ erinnert an den Standort des früheren Bauwerks.